# Per Gulbrandsen
Per Ziegler Gulbrandsen (ur. 18 lipca 1897 w Oslo, zm. 2 listopada 1963 tamże) – norweski wioślarz. Brązowy medalista olimpijski.
Gulbrandsen uczestniczył w igrzyskach olimpijskich w Antwerpii (1920) w jednej konkurencji wioślarstwa: czwórce ze sternikiem (3. miejsce; z Theodorem Klemem, Henrym Larsenem, Thoralfem Hagenem i Birgerem Varem).